# Witstaarthamster
De witstaarthamster (Mystromys albicaudatus)  is een zoogdier uit de familie van de Nesomyidae. De wetenschappelijke naam van de soort werd voor het eerst geldig gepubliceerd door Andrew Smith in 1834.

## Kenmerken
Zoals de naam al zegt, heeft dit dier een witte staart. Het dier heeft echter geen wangzakken.

## Leefwijze
Het voedsel bestaat hoofdzakelijk uit groenvoer.